# Ida Gerhardt Poëzieprijs
De Ida Gerhardt Poëzieprijs is een Nederlandse literatuurprijs die wordt uitgereikt sinds 2000.

## Achtergrond
Dichteres Ida Gerhardt woonde van 1967 tot 1997 in Eefde en Warnsveld.  
In 1998 is haar literaire nalatenschap overgedragen aan het Stadsarchief van Zutphen. Ter gelegenheid daarvan heeft de gemeenteraad van Zutphen besloten tot het instellen van een tweejaarlijkse poëzieprijs, vernoemd naar Ida Gerhardt.  
Een deskundige jury beoordeelt de ingezonden Nederlandstalige dichtbundels van de laatste twee jaar. De winnaar ontvangt een bedrag van € 1.000 en een bronzen beeltenis van Ida Gerhardt, gemaakt door Herma Schellingerhoudt.

## Organisatie
Vanaf 1998 was de organisatie rond de prijsuitreiking in handen van een commissie die was ingesteld door het College van burgemeester en wethouders van Zutphen. In 2014 werd de organisatie overgedragen aan het bestuur van de Stichting Ida Gerhardt Prijs. Met ingang van 2021 is de prijs weer een gemeentelijke prijs, verzorgd door de Stichting Zutphen Literair.

## Winnaars
- 2024 - Piet Gerbrandy – Niets dan dit. Een lijflied voor de ziel
- 2022 - Anne Vegter - Big data
- 2020 - Marieke Lucas Rijneveld - Fantoommerrie
- 2018 - Menno Wigman - Slordig met geluk (de prijs werd postuum toegekend)
- 2016 - Peter Verhelst - Wij totale vlam
- 2014 - Pieter Boskma - Mensenhand
- 2012 - Henk van der Waal - Zelf worden
- 2010 - Alfred Schaffer - Kooi
- 2008 - Nachoem Wijnberg - Liedjes
- 2006 - Astrid Lampe - Spuit je ralkleur
- 2004 - Lloyd Haft - Psalmen
- 2002 - Anneke Brassinga - Verschiet
- 2000 - Kees 't Hart - Kinderen die leren lezen